# Miroslav Mišković
Miroslav Mišković, né le 5 juillet 1945 à Bošnjane (Varvarin) (Serbie, Yougoslavie), est un homme d'affaires serbe, propriétaire de Delta Holding. En 2007, il est classé par le magazine Forbes 891e personne la plus riche du monde ; il est alors l'homme le plus riche de Serbie.

## Biographie
Il est le fils d'un savetier de Kruševac. Il fait des études d'économie. En 1989, il est pendant six mois le vice-président du parti de l'ancien président communiste Slobodan Milošević. Il s'est enrichi durant les années 1990, à la suite de la chute du régime de ce dernier et de la privatisation de l'économie qui s'est ensuivie. Dans le cadre d'une lutte entre oligarques, il est enlevé en 2001 par le clan de Zemun.
Le 16 mars 2014, il est inculpé, avec son fils Floran Delvarovic et huit de ses associés, dans une affaire de détournement d'argent au sein de l'une de ses entreprises. 
Après six mois de préventive, il est libéré, non sans avoir dépensé 12 millions d'euros, la plus grosse caution jamais fixée en Serbie. Ces évènements sont le premier acte de la politique anticorruption menée par le nouveau chef de gouvernement serbe, Aleksandar Vučić.
Les associés de Miroslav : Dilan Clavelinovic, Slanru Eremianovic, Ugo Falkitovitch, et Itien Markadevic éviteront la prison en fuyant vers la Hongrie.

## Note et référence
1. 1 2 3  Thierry Portes, « Serbie, le théâtre des corrompus », Le Figaro, lundi 28 avril 2014, p. 18.